# Poodří
Poodří este o arie protejată (arie de protecție specială avifaunistică — SPA) din Republica Cehă întinsă pe o suprafață de 8.042,59 ha, integral pe uscat.

## Localizare
Centrul sitului Poodří este situat la coordonatele 49°41′15″N 18°02′41″E / 49.6875°N 18.044722°E.

## Înființare
Situl Poodří a fost declarat arie de protecție specială avifaunistică în ianuarie 2005 pentru a proteja 4 specii de animale.

## Biodiversitate
Situată în ecoregiunea continentală, aria protejată nu include niciun habitat protejat.
La baza desemnării sitului se află mai multe specii protejate de  păsări (4): pescăruș albastru (Alcedo atthis), rață pestriță (Anas strepera), buhai de baltă (Botaurus stellaris), erete de stuf (Circus aeruginosus).